# Volcán Aracar

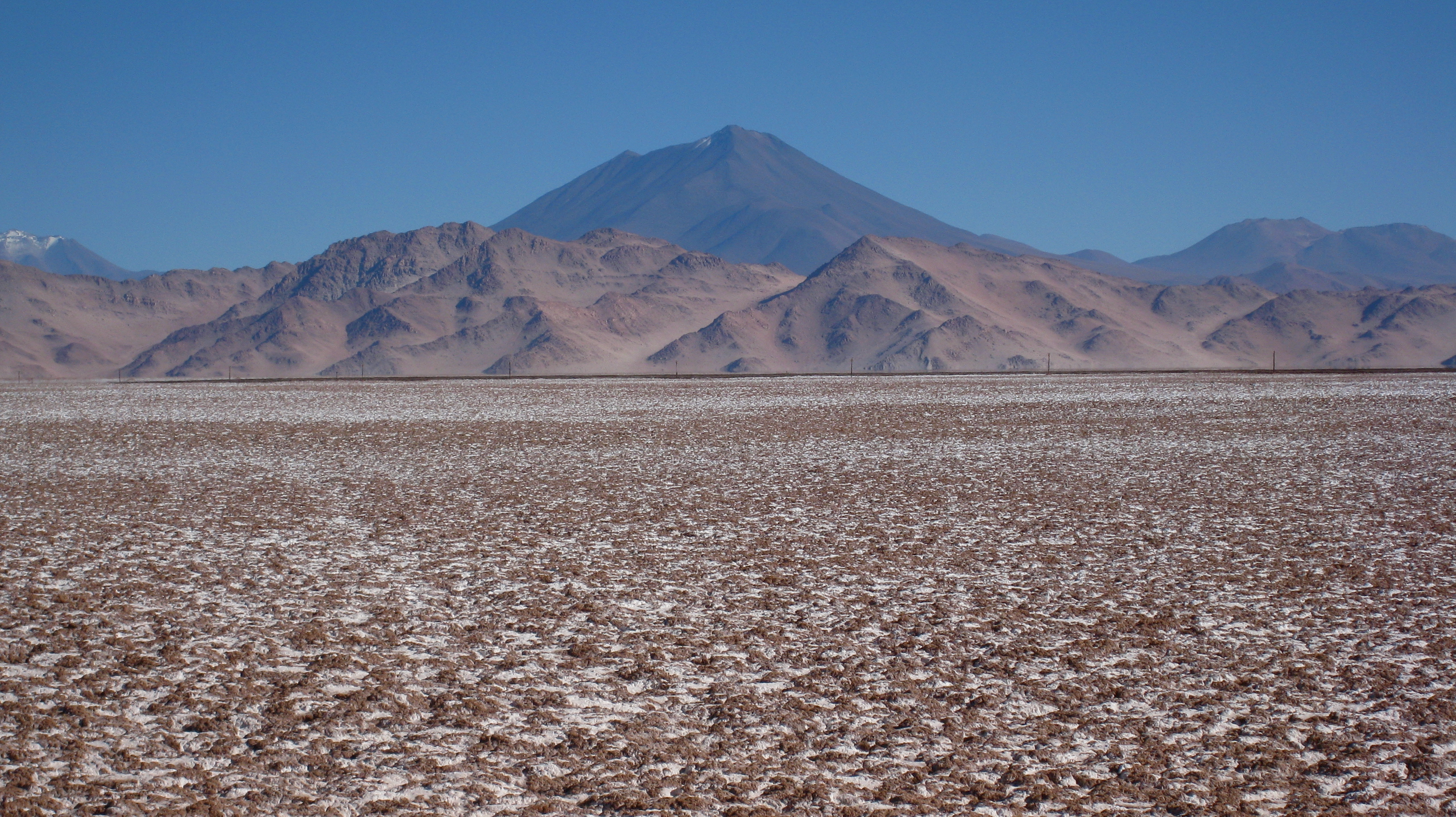
De fondo el Volcán Aracar, cercano a Tolar Grande.

El Aracar es un estratovolcán ubicado en Argentina, cerca del límite con Chile. Presenta un cráter juvenil de 1,5 km de diámetro, el cual contiene una pequeña laguna. El cono volcánico se generó en tres ciclos eruptivos antes del Plioceno. El estratovolcán andesítico subyace sobre domos de lava dacítica. Se ven flujos de lava conservados en su base, por debajo de los 4500 m s. n. m.
La primera ascensión fue realizada el 1.º de abril de 1958, por la cordada integrada por Jorge Cvitanic, del Club Andino del Norte (Salta) y los austriacos Gustav Lanschner y Emo Henrich.
En 1993 se elevaron columnas de cenizas, no conociéndose a esa fecha que el volcán estaba activo.